# Victoria Libertas Pallacanestro 2007-2008
La Victoria Libertas Pallacanestro 2007-2008, sponsorizzata Scavolini Spar, ha preso parte al campionato professionistico italiano di pallacanestro di Serie A.

## Verdetti stagionali
- Serie A:
  - stagione regolare: 9º posto su 18 squadre (17-17);
  - playoff: non qualificata;
- Coppa Italia:
  - eliminazione in semifinale contro la Virtus Bologna.

## Roster
| Giocatori |
| --------- |

|    | Naz.                                       | Ruolo | Sportivo              | Anno | Alt. | Peso |  |
| -- | ------------------------------------------ | ----- | --------------------- | ---- | ---- | ---- |  |
| 5  | Lituania (bandiera)                        | A     | Mindaugas Žukauskas   | 1975 | 202  | 98   |  |
| 8  | Italia (bandiera)                          | P     | Stefano Laudoni       | 1989 | 194  | 95   |  |
| 9  | Portogallo (bandiera) · Italia (bandiera)  | P     | Robert Fultz          | 1982 | 188  | 86   |  |
| 10 | Italia (bandiera)                          | G     | Carlton Myers         | 1971 | 192  | 90   |  |
| 11 | Panama (bandiera)                          | GA    | Michael Hicks         | 1976 | 195  | 91   |  |
| 12 | Stati Uniti (bandiera)                     | P     | Keydren Clark         | 1984 | 173  | 83   |  |
| 13 | Stati Uniti (bandiera) · Italia (bandiera) | C     | Dan Gay               | 1961 | 207  | 109  |  |
| 14 | Italia (bandiera)                          | C     | Samuele Podestà       | 1976 | 204  | 103  |  |
| 20 | Stati Uniti (bandiera)                     | G     | Rasheed Brokenborough | 1976 | 191  | 92   |  |
| 35 | Stati Uniti (bandiera)                     | A     | Ron Slay              | 1981 | 203  | 105  |  |
| 44 | Stati Uniti (bandiera)                     | C     | Pervis Pasco          | 1980 | 206  | 104  |  |

| Staff tecnico                  |
| ------------------------------ |
| Allenatore: Stefano Sacripanti |
| Assistente: Giacomo Baioni     |
| Assistente: Alberto D'Amato    |

| Giocatori acquisiti a stagione in corso |
| --------------------------------------- |

|    | Naz.                                       | Ruolo | Sportivo                      | Anno | Alt. | Peso |  |
| -- | ------------------------------------------ | ----- | ----------------------------- | ---- | ---- | ---- |  |
| 21 | Stati Uniti (bandiera) · Italia (bandiera) | A     | Lucian Pesoli dal 23 novembre | 1984 | 200  | 90   |  |

 Legabasket: Dettaglio statistico (archiviato dall'url originale il 13 gennaio 2012).